# Almdorf
Almdorf település Németországban, Schleswig-Holstein tartományban. Lakosainak száma 522 fő (2023. december 31.).

## Népesség
A település népességének változása:
| Lakosok száma | 348  | 539  | 543  | 561  | 529  | 521  | 522  |
|               | 1975 | 2014 | 2017 | 2019 | 2021 | 2022 | 2023 |